# 特里布斯格拉本河

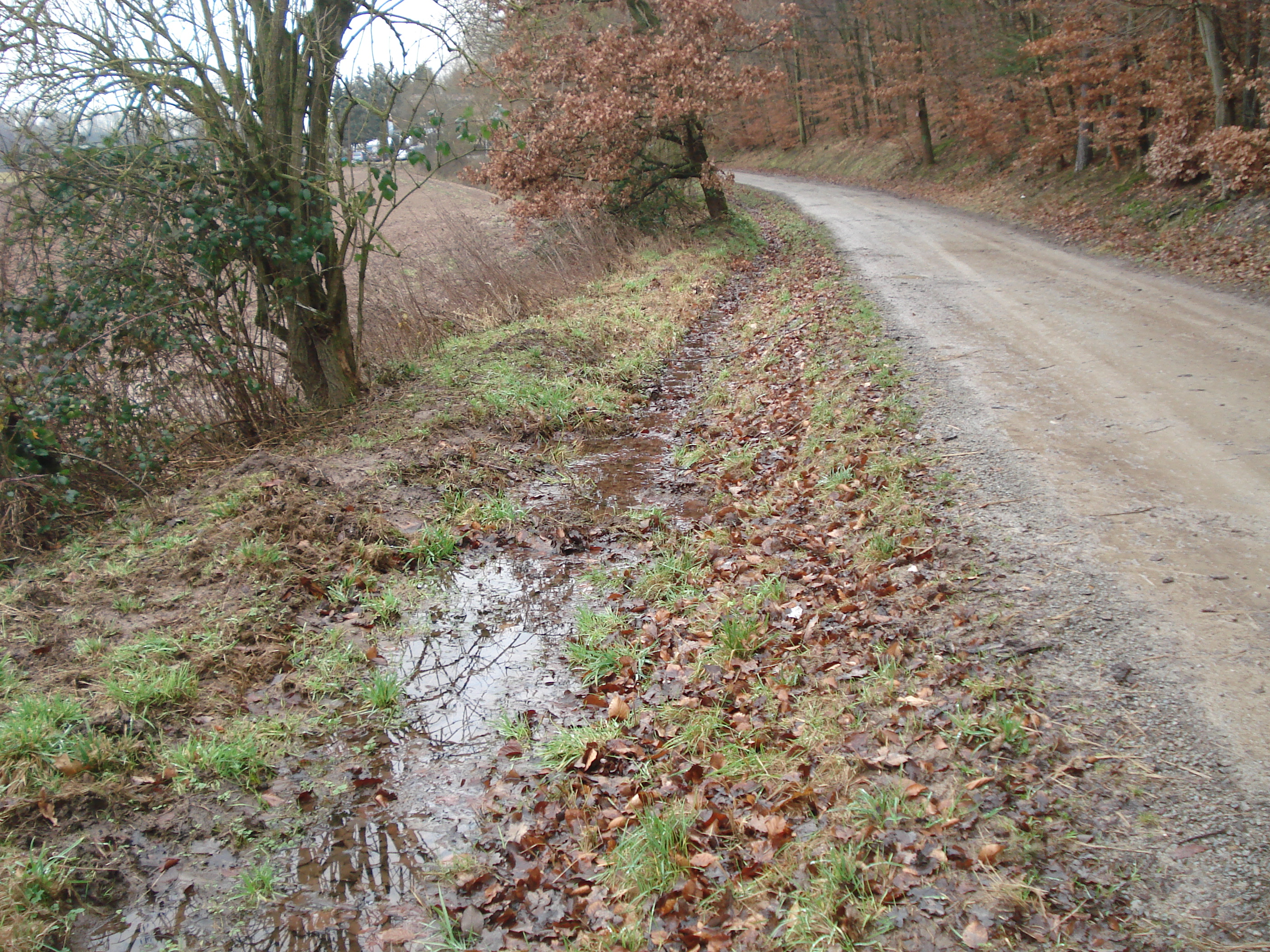
特里布斯格拉本河

50°1′22.36″N 9°4′6.33″E / 50.0228778°N 9.0684250°E
特里布斯格拉本河（德語：Triebsgraben），是德國的河流，位於該國東南部，由巴伐利亞負責管轄，屬於呂克斯巴赫河的左支流，河道全長1.1公里，流域面積0.3平方公里。